# Coordination Handicap Autonomie
Pour les articles homonymes, voir CHA.
Coordination Handicap Autonomie (CHA) est une association ayant pour objectif d'aider les personnes lourdement handicapées et dépendantes dans leurs tâches administratives et dans la vie courante.
Elle a participé à la mise en place et au vote par le gouvernement de la loi handicap de 2005.